# Harold Shapero
Harold Samuel Shapero (ur. 29 kwietnia 1920 w Lynn w stanie Massachusetts, zm. 17 maja 2013 w Cambridge w stanie Massachusetts) – amerykański kompozytor i pianista.

## Życiorys
Studiował u Nicolasa Slonimsky’ego w Malkin Conservatory w Bostonie (1936–1937), prywatnie u Ernsta Křenka (1937), Waltera Pistona na Harvard University (1938–1941), Paula Hindemitha w Berkshire Music Center w Tanglewood (1940) oraz Nadii Boulanger w Longy School w Cambridge (1942–1943). W 1940 roku został nagrodzony Rome Prize za utwór 9-Minute Overture. Laureat stypendium Guggenheima (1947 i 1948) oraz Fulbrighta (1948). Wspólnie z Arthurem Bergerem i Leonardem Bernsteinem zorganizował wydział muzyczny na Brandeis University w Waltham, gdzie wykładał od 1952 do 1985 roku. Od 1966 roku był kierownikiem działającego na tej uczelni studia muzyki elektronicznej.

## Twórczość
Tworzył w stylistyce neoklasycznej, nawiązując do dorobku Igora Strawinskiego i Waltera Pistona. Wykorzystywał też elementy jazzu. 

## Wybrane kompozycje
(na podstawie materiałów źródłowych)

### Utwory orkiestrowe
- 9-Minute Overture (1940)
- Serenade in D na smyczki (1945)
- Symphony for Classical Orchestra (1947)
- Sinfonia: The Travelers Overture (1948)
- Koncert na orkiestrę (1950)
- Credo (1955)
- Lyric Dances (1955)
- On Green Mountain na zespół jazzowy (1957); także wersja na orkiestrę (1981)
- Partita in C na fortepian i małą orkiestrę (1960)
- Koncert na trąbkę i orkiestrę (1995)

### Utwory kameralne
- Trio smyczkowe (1938)
- 3 Pieces for 3 Pieces na flet, klarnet i fagot (1939)
- Sonata na trąbkę i fortepian (1940)
- Kwartet smyczkowy (1941)
- Sonata na skrzypce i fortepian (1942)
- 3 Improvisations (1968)
- 3 Studies na fortepian i syntezator (1969)
- 4 Pieces na fortepian i syntezator (1970)
- In the Family na flet i puzon (1991)
- Six for Five na kwintet instrumentów dętych drewnianych (1994)

### Utwory fortepianowe
- Sonata na fortepian na 4 ręce (1941)
- 4 sonaty (I 1944, II 1944, III 1944, IV 1948)
- Variations (1947)
- American Variations (1950)

### Utwory wokalne
- 4 Baritone Songs (1942)
- 2 Psalms na chór (1952)

### Utwory wokalno-instrumentalne
- Hebrew Cantata na sopran, alt, tenora, baryton, chór, flet, trąbkę, skrzypce, harfę i organy (1954)
- 2 Hebrew Songs na tenora i fortepian (1970); także wersja na tenora, fortepian i orkiestrę smyczkową (1980)